# Hadžići
Hadžići – miasto w Bośni i Hercegowinie, w Federacji Bośni i Hercegowiny, w kantonie sarajewskim. Według danych szacunkowych na rok 2013 liczy 24 979 mieszkańców.
Jest położone w Bośni, 20 km na zachód od Sarajewa. Przebiega przez nie linia kolejowa z Sarajewa do chorwackiego Metkovicia.